# Federico Gómez Arias
Federico Gómez Arias (Salamanca, 1828 - 19 de febrer de 1900) fou un escriptor conegut pels seus escrits referents a la propulsió aeronàutica ja en l'any 1876, així com la construcció d'una escafandre espacial per l'ascensió a altes capes de l'atmosfera terrestre.

## Biografia
A l'edat de 8 anys, es trasllada a Barcelona on va cursar estudis. (Hi ha molt poca biografia sobre ell)
Va celebrar núpcies amb Felicia Olave el 1859, de qui va tenir dues filles, que dissortadament van morir. Això feu que l'abandonés el 1880.
En la nota anterior, a El Correo Digital, se'l nomena com un gens agraciat intel·lectual salmantí. El cert és que era catedràtic, arribant al rang de Director de l'Escola Provincial de Nàutica de Barcelona, en 1872. Va destacar com escriptor, amb una abundant obre escrita que ha arribat fins nosaltres. En elles es fa al·lusió a diversos mitjans de propulsió a base de coets amb combustibles com la pólvora, la nitrocel·lulosa, la nitroglicerina i fins i tot l'hidrogen i l'oxigen. El motor disposava de càmera horitzontal i diversos tipus d'encesa elèctriques, o pirotècniques, fins i tot d'injecció d'àcid per un tub capil·lar, el que ja es menciona com una encesa propergolica l'any 1872, avançant-se als estudis d'altres investigadors com Kibaltchich i Ganswindt.
Va morir exercint les seves funcions de director.

### Principals obres literàries
- Estética e História Critica de la literatura desde su origen - Discurs llegit al seu doctorat a Madrid el 1852[5]
- Buena Reina Y Mal Ministro - publicat en 1888
- Curso Compendiado y Completo de Geografia Astonómica y Politica
- Colección de Problemas, Teoremas, Proposiciones, Enunciados y Datos Destinados a Estudios de Aplicación en la Escuela Provincial de Náutica de Barcelona - Publicat el 1894
- Discurso Dedicado a la Asociación de la Marina Mercante de Barcelona
- Memoria sobre la propulsión aéreo-dinámica dividida en tres partes de 1896 on descriu uns motors coet, i estableix les bases del cicle dièsel[6]
- Seis inventos notables, con los detalles para su ejecución 1890[7]